# Вернер Мьолдерс
Вернер Мьолдерс (на немски: Werner Mölders) е германски офицер, служил в Луфтвафе по време на гражданската война в Испания и Втората световна война.

## Ранен живот и кариера
Вернер Мьолдерс е роден на 18 март 1913 г. в Гелзенкирхен. При първото си кандидатстване в Луфтвафе е отхвърлен поради въздушна болест, но продължава да упорства и впоследствие е приет. След като е издигнат в чин лейтенант в продължение на година е на летателна служба, след което е прехвърлен като инструктор в 134-та изтребителна ескадра (Jagdgeschwader) съставен от биплани изтребители.

## Гражданска война в Испания
Мьолдерс става известен през лятото на 1938 г., когато става един от пилотите на изтребители изпратени в Испания като част от легион Кондор, който подкрепя националистите на генерал Франко по време на гражданската война. Там като щафелкапитан от 3-та група, 88-а изтребителна ескадра и летящ на Месершмит 109 Мьолдерс се превръща във водещия германски ас във войната с 14 потвърдени въздушни победи. Освен това помага за разработването на нови тактики за изтребители базирани на малки, подвижни формации от по два или четири самолета (Rotte и Schwarm), където всяка двойка се състои от водещ и поддържащ пилот. Вторият лети зад и леко встрани от първия. Тези нови тактики се оказват много ефикасни срещу традиционно наложените от повечето военновъздушни сили големи формации и встъпване в бой в определен ред.

## Втора световна война
В началото на Втората световна война Мьолдерс е щафелкапитан на водещата 1-ва група от 53-та изтребителна ескадра Асо пика. На 21 септември 1939 г. реализира първата си въздушна победа през войната като сваля френски изтребител. До 27 май 1940 г. сваля 20 самолета, което му спечелва Рицарски кръст и издигане в чин хауптман. На 3 юни сваля два самолета. На 5 юни сваля още два самолета, но по-късно същия ден е свален от френския ас Рене Помиер Лайрагйос (свален минути по-късно от друг Месершмит), а Мьолдерс е пленен. За извършените дотогава 128 бойни мисии постига 25 въздушни победи. Освободен е две седмици по-късно след германската победа над Франция.
Мьолдерс е издигнат в чин майор и на 27 юли е назначен за комодор от 51-ва изтребителна ескадра, която ръководи по време на битката за Британия. На 28 юли по време на първия патрулен полет над Англия участва във въздушен бой със самолети Спитфайър от 74-ти ескадрон командвани от Моряка Малан. Мьолдерс е ранен в краката, но успява до долети обратно до летището край Висант, където извършва принудително кацане.
Мьолдерс постига значителен успех по време на битката за Британия. На 21 септември 1940 г. той постига 40 въздушни победи. Това му спечелва дъбови листа към Рицарския кръст, първия летец от Луфтвафе, който получава новосъздадената награда. Към края на октомври Мьолдерс става първият пилот, който достига 50 въздушни победи, а до края на годината броя им достига 55. Остава на служба край Ламанша до пролетта на 1941 г., когато 51-ва изтребителна ескадра е прехвърлен на полско-руската граница в подготовка за операция Барбароса. Дотогава той има 68 въздушни победи.
На 22 юни 1941 г. Мьолдерс е награден с мечове към дъбовите листа и Рицарския кръст. Дотогава има 72 въздушни победи, а няколко седмици по-късно става първия, който прехвърля 80 въздушни победи постигнати от барон фон Рихтхофен през Първата световна война. На 15 юли 1941 г. сваля два самолета, с който общия брой достига 101. Същият ден става първият германски войник получил диаманти към Рицарския кръст. Райхсмаршал Гьоринг му забранява да извършва повече бойни мисии. Мьолдерс е издигнат в чин оберст и назначен за генерал от изтебителната авиация. Въпреки забраната участва в няколко бойни мисии и постига още няколко въздушни победи на Източния фронт, които остават официално непотвърдени.

## Смърт
На 22 ноември 1941 г. Мьолдерс се връща в Германия след фронтова инспекция на формации от изтребители, за да присъства на погребението на генерал Ернст Удет. Лети като пътник на борда на бомбардировач Хайнкел 111. Атмосферните условия са лоши. По време на приземяването на летището във Вроцлав самолета е само с един работещ двигател. Самолетът се разбива и Мьолдерс загива.
На 22 ноември 1973 г. 74-та изтребителна ескадра от Бундесвера получава почетното название ескадрила „Мьолдерс“.
През 1998 г. германският парламент решава, че не е правилно да се дават почетни имена на хора, които са участвали в Луфтвафе на нацистка Германия. Затова името „Мьолдерс“ е премахнато от ескадрата на 11 юни 2005 г.

## Галерия
- Гробът на Мьолдерс в Берлин
- Гробовете на Мьолдерс и Ернст Удет в Берлин